# Marina Albiol

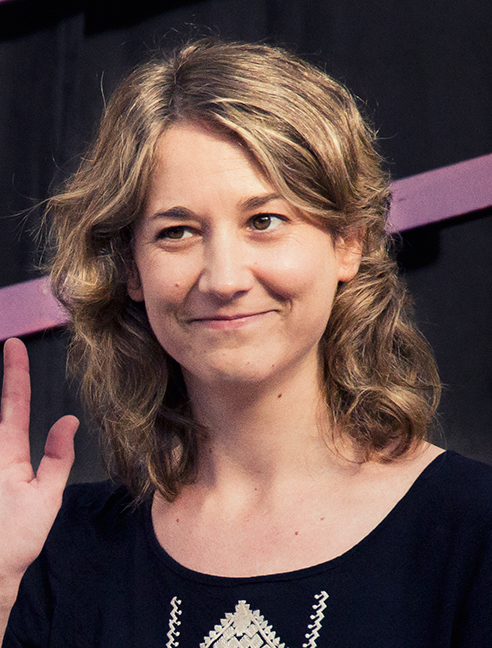
Marina Albiol (2016).

Marina Albiol (* 15. Dezember 1982 in Castellón) ist eine spanische Politikerin der Izquierda Unida.

## Leben
Seit 2014 ist Albiol Abgeordnete im Europäischen Parlament. Dort ist sie Stellvertretende Vorsitzende in der Delegation in der Parlamentarischen Versammlung Europa-Lateinamerika und Mitglied im Petitionsausschuss.